# Hugo II de Cavalcamp
Hugo II de Cavalcamp también Wigo (c. 912-28 de noviembre de 989) fue un noble normando, arzobispo de Ruan. Era hijo de Hugo I de Cavalcamp. Fue monje en Saint-Denis hasta 942 cuando según el Acta Archiepiscorum Rothomagensium registra que Guillermo I de Normandía le nombró arzobispo, cargo que ocupó durante 47 años, hasta 989. Dilapidó los bienes de la iglesia de Ruan y cedió una parte a su hermano Raúl de Tosny. Su pontificado estuvo lleno de escándalos, placeres infames e hipocresía. En palabras de Orderico Vital, «tenía de religioso solo el hábito, porque nunca tuvo moral.» De facto, en todo su recorrido como arzobispo nunca mostró piedad de ningún tipo.

## Herencia
Los anales mencionan esposa y descendencia, pero no se indica ni los nombres, ni número de hijos.